# Walsura pinnata
Walsura pinnata är en tvåhjärtbladig växtart som beskrevs av Justus Carl Hasskarl. Walsura pinnata ingår i släktet Walsura och familjen Meliaceae. Inga underarter finns listade i Catalogue of Life.